# كارلوس سيلفا (لاعب كرة قاعدة)
كارلوس سيلفا (بالإنجليزية: Carlos Silva)‏ هو لاعب كرة قاعدة أمريكي، ولد في 23 أبريل 1979 في سيوداد بوليفار في فنزويلا.

## وصلات خارجية
- كارلوس سيلفا على موقع دوري كرة القاعدة الرئيسي (الإنجليزية)
- كارلوس سيلفا على موقعبيزبول رفرنس.كوم (الدوري الرئيسي) (الإنجليزية)
- كارلوس سيلفا على موقعبيزبول رفرنس.كوم (الدوري الثانوي) (الإنجليزية)
- كارلوس سيلفا على موقع إي إس بي إن.كوم (أم.أل.بي) (الإنجليزية)
- كارلوس سيلفا على موقع مشجعي الرسوم البيانية (الإنجليزية)